# Système optique excentré
Un système optique excentré est un système optique dont l’axe optique de l’ouverture ne correspond pas au centre mécanique de cette ouverture. Le principal intérêt d’un tel système est d’éviter l’obstruction de l’ouverture primaire par des éléments optiques secondaires (groupes d’instruments, senseurs,…). Ceci permet l’installation au foyer, plus accessible, de ces groupes d’instruments et senseurs, et augmente les performances de l’instrument en termes d’aberration des images.